# Al Jean
Al Jean, född 9 januari 1961 i Farmington Hills, Michigan, är en amerikansk manusförfattare, mest känd för sitt manusskrivande till komediserien The Simpsons.

## Simpsons-avsnitt
Avsnitt av The Simpsons skrivna av Jean:
- There's No Disgrace Like Home
- Moaning Lisa
- The Telltale Head
- The Way We Was
- Stark Raving Dad
- Treehouse of Horror II
- Lisa's Pony
- Treehouse of Horror III
- Round Springfield
- Simpsoncalifragilisticexpiala(Annoyed Grunt)cious
- Lisa's Sax
- Mom and Pop Art
- Guess Who's Coming to Criticize Dinner?
- Hello Gutter, Hello Fadder
- HOMR
- Day of the Jackanapes
- Children of a Lesser Clod

## Utmärkelser
- 1990 - Emmy Award - Bästa animerade program, kortare än en timme för The Simpsons
- 1991 - Emmy Award - Bästa animerade program, kortare än en timme för The Simpsons
- 1995 - Emmy Award - Bästa animerade program, kortare än en timme för The Simpsons
- 1997 - Annie Award - Bästa individuella prestation, produktion av TV-produktion för The Simpsons-avsnittet The Springfield Files.
- 2000 - Emmy Award - Bästa animerade program, kortare än en timme för The Simpsons
- 2001 - Emmy Award - Bästa animerade program, kortare än en timme för The Simpsons
- 2003 - Emmy Award - Bästa animerade program, kortare än en timme för The Simpsons
- 2006 - Emmy Award - Bästa animerade program, kortare än en timme för The Simpsons